# アルヘシラスCF
アルヘシラスCF（Algeciras CF）は、スペイン・アンダルシア州アルヘシラスに本拠地を置くサッカークラブ。2023-24シーズンはプリメーラ・フェデラシオンに所属している。

## 歴史
アルヘシラスにサッカーが伝わったのは、19世紀末にイギリスの植民地であったジブラルタルからの派遣労働者だった。20世紀に入ると、市内にいくつかのサッカークラブが誕生したが、そのうちの一つであるアルヘシラスCFが最も良い成績を収めていたので、1912年にアルヘシラス市議会によって公式にサッカークラブとして認められた。
1956-57シーズン、創設史上初めてセグンダ・ディビシオンに昇格したが、わずか1シーズンで再びテルセーラ・ディビシオンへと降格した。2021-22シーズン現在、ラ・リーガ昇格経験はない。

## 過去の成績
| シーズン | 部 | ディビジョン | 順位 | コパ・デル・レイ |
| -------- | -- | ------------ | ---- | ---------------- |
| 2000-01  | 3  | セグンダB    | 16位 | ベスト64         |
| 2001-02  | 3  | セグンダB    | 13位 |                  |
| 2002-03  | 3  | セグンダB    | 1位  |                  |
| 2003-04  | 2  | セグンダ     | 22位 | ベスト32         |
| 2004-05  | 3  | セグンダB    | 6位  | ベスト64         |
| 2005-06  | 3  | セグンダB    | 19位 | 予選敗退         |
| 2006-07  | 4  | テルセーラ   | 1位  |                  |
| 2007-08  | 3  | セグンダB    | 20位 | 2回戦敗退        |
| 2008-09  | 5  | 州1部        | 1位  |                  |
| 2009-10  | 4  | テルセーラ   | 15位 |                  |
| 2010-11  | 4  | テルセーラ   | 5位  |                  |
| 2011-12  | 4  | テルセーラ   | 6位  |                  |
| 2012-13  | 4  | テルセーラ   | 1位  |                  |
| 2013-14  | 3  | セグンダB    | 16位 | ベスト32         |
| 2014-15  | 4  | テルセーラ   | 1位  |                  |
| 2015-16  | 3  | セグンダB    | 18位 | 2回戦敗退        |
| 2016-17  | 4  | テルセーラ   | 4位  |                  |
| 2017-18  | 4  | テルセーラ   | 3位  |                  |
| 2018-19  | 4  | テルセーラ   | 4位  |                  |
| 2019-20  | 3  | セグンダB    | 16位 |                  |

| シーズン | 部 | ディビジョン   | 順位    | コパ・デル・レイ |
| -------- | -- | -------------- | ------- | ---------------- |
| 2020-21  | 3  | セグンダB      | 1位/3位 |                  |
| 2021-22  | 3  | プリメーラRFEF | 7位     | 1回戦敗退        |
| 2022-23  | 3  | 連盟1部        | 15位    |                  |
| 2023-24  | 3  | 連盟1部        |         |                  |

- 9シーズン - セグンダ・ディビシオン（2部）
- 3シーズン - プリメーラ・フェデラシオン（3部）
- 18シーズン - セグンダ・ディビシオンB（3部）
- 44シーズン - テルセーラ・ディビシオン（4部）

## 歴代所属選手
- ヴィニー・サムウェイズ 2004-2005

## 歴代監督
- フランシスコ・アントゥネス 1963-1964
- サルバ・バジェスタ 2020-2021